# A Bourne-rejtély (film, 2002)
A Bourne-rejtély (The Bourne Identity) egy 2002-es akciófilm, ami Robert Ludlum azonos című regényéből készült.
Főszereplője Jason Bourne (Matt Damon), egy amnéziás férfi, aki megpróbálja kideríteni, valójában ki is ő.

## Cselekmény
Bourne útja úgy indul, hogy a Földközi-tengerben öntudatlanul és sebesülten lebeg a vízen, majd egy halászhajó matrózai kimentik. Svájcba, majd Franciaországba vezet az útja, amit Svájcból újonnan megismert társával, Marie-val (Franka Potente) folytat.
A történet során fény derül rá, hogy ő egy CIA által létrehozott titkos program, a Treadstone legjobban kiképzett ügynöke, akire az egész szervezet vadászik, miközben ő arra próbál fényt deríteni, ennek mi lehet az oka, ki is volt ő valójában. Közben egyre újabb és újabb képességeket, berögződéseket vesz észre saját magán, amiket nem tud megmagyarázni.

## Szereplők
| Szerep                                     | Színész                  | Magyar hang      |
| ------------------------------------------ | ------------------------ | ---------------- |
| Jason Bourne                               | Matt Damon               | Széles Tamás     |
| Marie Helena Kreutz                        | Franka Potente           | Kiss Eszter      |
| Nicky                                      | Julia Stiles             | Mezei Kitty      |
| Alexander Conklin, Bourne közvetlen főnöke | Chris Cooper             | Rosta Sándor     |
| Ward Abbott                                | Brian Cox                | Bitskey Tibor    |
| Danny Zorn                                 | Gabriel Mann             | Dolmány Attila   |
| A „professzor” nevű bérgyilkos             | Clive Owen               | Kapácsy Miklós   |
| Nykwana Wombosi                            | Adewale Akinnuoye-Agbaje | Faragó András    |
| Giancarlo                                  | Orso Maria Guerrini      | Kristóf Tibor    |
| Kutató                                     | Walton Goggins           |                  |
| Kutató                                     | Josh Hamilton            |                  |
| Eamon                                      | Tim Dutton               | Juhász György    |
| Picot                                      | Denis Braccini           |                  |
| Castel                                     | Nicky Naude              |                  |
| Marshall                                   | David Selburg            | Csuha Lajos      |
| Kommunikációs technikus                    | Demetri Goritsas         |                  |
| Manheim                                    | Russell Levy             |                  |
| Biztonsági főnök                           | Anthony Green            |                  |
| Hoffenmein-hullaház vezetője               | Hubert Saint-Macary      | Cs. Németh Lajos |
| Hivatalnok a követségen                    | David Bamber             |                  |
| Deauvage                                   | Gwenaël Clause           |                  |
| Párizsi taxis                              | Emanuel Booz             |                  |
| Hoffenmein-hullaházi dolgozó               | Philippe Durand          |                  |
| Rawlins                                    | Vincent Franklin         | Kajtár Róbert    |
| Házfelügyelőnő                             | Paulette Frantz          |                  |
| Wombosi tanácsadója                        | Thierry René             |                  |
| Apfel                                      | Roger Frost              |                  |
| Helyettes misszióvezető                    | David Gasman             |                  |
| Alain, Eamon fia                           | Harry Gilbert            |                  |
| Alliance-titkárnő                          | Delphine Lanson          |                  |
| Davies                                     | William Cagnard          |                  |
| Zürich-i bank portása                      | Kait Tenison             |                  |
| Zürich-i rendőr                            | Joseph Beddelin          |                  |
| Zürich-i rendőr                            | Rainer Werner            |                  |
| Claudia, Eamon lánya                       | Katie Thynne             |                  |

## Díjak
- 2003: ASCAP Film and Television Music Awards – ASCAP Award – Top Box Office Films: John Powell

- 2003: American Choreography Awards – American Choreography Award – Outstanding Achievement in Fight Choreography: Nick Powell

- 2003: World Stunt Awards – Taurus Award – Best Work with a Vehicle